# Grace Birungi
Grace Birungi (sinh ngày 10 tháng 10 năm 1973) là một vận động viên chạy người Uganda chuyên về 800 mét và đến một mức độ thấp hơn 400 mét.
Cô đã giành được huy chương bạc trong 400 m tại Giải vô địch châu Phi năm 1996 ở Yaoundé và huy chương đồng ở 800 m tại Đại hội Thể thao toàn châu Phi 1999 ở Johannesburg. Tham gia Thế vận hội Mùa hè 2000, cô đã đạt được vị trí thứ năm trong sức nóng 800 m của mình, do đó không thể vượt qua vòng thứ hai.